# Isa Khel (Pakistan)
Isa Khel ist eine kleine historische Stadt in der Provinz Punjab in Pakistan. Sie ist benannt nach einem berühmten Anführer der Niazis, Isa Khan, welcher als General unter Sher Shah Suri diente. Isa Khans Mausoleum ist ein klassisches Baudenkmal seiner Zeit, ist bis heute erhalten und kann in Neu-Delhi besichtigt werden.
Isa Khel war ursprünglich Hauptstadt des Distriktes Bannu. Bei der Abspaltung der Nordwestlichen Grenzprovinz (seit 2010 Khyber Pakhtunkhwa) im Jahre 1901 kam
Bannu als Distrikt dorthin, während Isa Khel in der damaligen Provinz Punjab verblieb und dem neu gegründeten Distrikt Mianwali zugeteilt wurde.
Isa Khel ist der Hauptort des Unterstammes Isa Khel der Niazi-Paschtunen. Sein Oberhaupt trägt den Titel Khan und wurde zur Zeit der britischen Herrschaft auch als Nawab bezeichnet.